# Sagdat Sadykow
Sagdat Kabirowicz Sadykow (oryg. Сагдат Кабирович Садыков; ur. 29 lipca 1973) – kirgiski i kazachski judoka. Dwukrotny olimpijczyk. Zajął siedemnaste miejsce w Sydney 2000 i odpadł w eliminacjach w Atenach 2004. Walczył w wadze lekkiej.
Startował w Pucharze Świata w 1997, 1998, 2002 i 2004. Siódmy na igrzyskach azjatyckich w 2002. Wicemistrz Azji w 2004. Trzeci na akademickich MŚ w 1996. Brązowy medalista igrzysk centralnej Azji w 2003, a także igrzysk Azji Wschodniej w 2001 roku.

## Letnie Igrzyska Olimpijskie 2000
| Konkurencja | Eliminacje            | Repasaże            | Klas. końcowa |
| Konkurencja | Przeciwnik I          | Przeciwnik I        | Miejsce       |
| ----------- | --------------------- | ------------------- | ------------- |
| 73 kg       | Choi Yong-sin (KOR) P | Jimmy Pedro (USA) P | 17.           |

## Letnie Igrzyska Olimpijskie 2004
| Konkurencja | Eliminacje          | Klas. końcowa |
| Konkurencja | Przeciwnik I        | Miejsce       |
| ----------- | ------------------- | ------------- |
| 73 kg       | Jimmy Pedro (USA) P | I runda.      |